# Manuel Alcalá del Olmo
Manuel Alcalá del Olmo (1845 en Málaga; ?) fue un  diputado, miembro del Congreso de los Diputados de España por varios  Distritos de la isla de Puerto Rico durante cuatro legislaturas, desde el  17 de mayo de 1878  hasta el 29 de diciembre de 1890.

## Biografía
Miembro de una conocida familia malagueña, formaba parte del Partido Liberal Conservador.
En 1874 figuraba como secretario de la Diputación Provincial de Puerto Rico.
Uno de los caballeros quienes el día 30 de abril de 1876 se reunieron en el Ayuntamiento de la ciudad de San Juan de Puerto Rico, con el propósito de establecer un ateneo científico, artístico y literario. Formó parte de la primera Junta Directiva del Ateneo Puertorriqueño.
En 1881 formaba parte del Partido Español sin Condiciones.

## Restauración
En las Elecciones generales de España de 1876 fue elegido Diputado  para la circunscripción  de Vega Baja por la Junta Provincial de Puerto Rico, obteniendo 504 votos de 520 votantes en un censo electoral de 960 electores.
Fue una elección parcial escrutada el 5 de marzo de 1878, celebrada tras la baja del diputado Ambrosio Martorell Arabigt.
En las Elecciones generales de España de 1881 fue elegido Diputado  para la circunscripción  de Arecibo por la Junta Provincial de Puerto Rico, obteniendo 92 votos de 97 votantes en un censo electoral de 166 electores.
Reelegido por esta misma circunscripción en Elecciones generales de España de 1884,, obteniendo 81 votos de 128 votantes en un censo electoral de 379 electores.
En las Elecciones generales de España de 1886 fue elegido Diputado  para la circunscripción  de San Juan Bautista por la Junta Provincial de Puerto Rico, obteniendo 102 votos de 151 votantes en un censo electoral de 478 electores.